# Action Bronson
Ariyan Arslani (* 2. prosince 1983 Flushing, New York, USA) lépe známý pod jménem Action Bronson, je americký rapper, spisovatel, šéfkuchař a televizní moderátor. V srpnu 2012 podepsal smlouvu s Warner Bros Records, ale později přešel pod Atlantic Records.

## Životopis
Arslani je nejznámější svou talk / varieté show The Untitled Action Bronson Show, stejně jako svým programem Fuck, That's Delicious. Často spolupracuje s hudebními umělci jako jsou například Meyhem Lauren, The Alchemist nebo Big Body Bes a ti se také pravidelně účastní obou jeho televizních seriálů. Mezi jeho další hosty patří: Mario Batali, Andrew Zimmern, Daniel Boulud, Rick Bayless nebo Grant Achatz. V září 2017 vydal Arslani svou první knihu, založenou na jeho cestovní show, kuchařku s názvem Fuck, That's Delicious.
Kromě své televizní kariéry vydal Arslani také několik hudebních kompilací mixtape, například Rare Chandeliers (2012) s americkým hip-hopovým producentem The Alchemist a Blue Chips 2 (2013) s producentem Party Supplies. V roce 2013 také vydal se svým spolupracovníkem Harrym Fraudem EP Saaab Stories, své první dílo pod hlavičkou jednoho z velkých hudebních vydavatelství. Dne 23. března 2015 vydal studiové album Mr. Wonderful, první album pod major labelem.

## Diskografie
- Dr. Lecter (2011)
- Well-Done (2011) (spolupráce: Statik Selektah)
- Mr. Wonderful (2015)
- Blue Chips 7000 (2017)
- White Bronco (2018)
- Only for Dolphins (2020)